# Anisopogon avenaceus
Anisopogon avenaceus är en gräsart som beskrevs av Robert Brown. Anisopogon avenaceus ingår i släktet Anisopogon och familjen gräs. Inga underarter finns listade i Catalogue of Life.